# Tegillarca granosa
Sò huyết (tên khoa học là Tegillarca granosa) là loại thân mềm hai mảnh (Bivalvia), sống ở vùng trung triều ven biển và các đầm phá... ở độ sâu 1-2 mét so với mặt nước. Sò huyết phân bố ở vùng Ấn Độ-Thái Bình Dương từ đông châu Phi đến Úc, Nhật Bản. Tại Việt Nam, người dân quen gọi là sò trứng hay sò tròn. Sò trưởng thành dài 5–6 cm và rộng 4–5 cm.

## Môi trường sống
Sò huyết có thể sống trong vùng nước đến độ sâu 20m, nhưng chủ yếu tập trung ở vùng ven biển, trong vùng trung triều với đáy là bùn/bột, độ mặn tương đối thấp, khoảng 14 - 300, và nhiệt độ tối ưu 20 - 30 °C. Thức ăn quan trọng của chúng là các mảnh vụn hữu cơ, thực vật phù du và tảo đơn bào.. Sò huyết sinh sản từ tháng 8 đến tháng 2 năm sau và thành thục sau hơn 1 đến 2 năm. Con cái có thể sinh 518.400 - 2.313.200 trứng.
Theo báo cáo của FAO, sản lượng đánh bắt hàng năm từ 1.415 tấn năm 1995 lên 6.503 tấn năm 1999 (Trung Quốc, Đài Loan, Hàn Quốc). Trong khi đó, sản lượng nuôi trồng hàng năm từ 252.233 tấn năm 1995 lên 315.811 tấn năm 1999 (Trung Quốc, Hàn Quốc, Thái Lan, Malaysia). Sản lượng trên toàn cầu năm 1950 khoảng 3.000 tấn và tăng lên hơn 70.000 tấn năm 2003.

## Giá trị
Sò huyết thương mại được sản xuất nhiều ở Trung Quốc, Thái Lan, Malaysia và Indonesia.
Tại Việt Nam, sò huyết xuất hiện nhiều nhất ở Phú Yên, Huế, Khánh Hòa, Ninh Thuận, Bến Tre.... Sò huyết có giá trị dinh dưỡng cao, bổ máu, được chế biến thành nhiều món ăn như sò luộc, sò hấp, bò xào sò huyết, cháo sò huyết...Những món ăn này còn có tác dụng chữa bệnh tốt như tăng huyết áp, suy nhược cơ thể, lao phổi.
Theo các nghiên cứu, trong 100g sò huyết có các thành phần chính: 81,3g moisture; 11,7g protein; 1,2g lipid; các chất khoáng; các loại vitamin A,B1,B2,C;giá trị năng lượng 71,2 Kcal.
Dân gian có câu: "Chưa ăn sò huyết, chưa biết Phú Yên" để khen ngợi chất lượng sò huyết ở vùng đất này.
Bệnh bệnh tả, viêm gan A và ngộ độc đồ biển có liên quan đến việc tiêu thụ sò bị ô nhiễm. Cua hạt đậu thường được tìm thấy bên trong sò huyết.
Một số nhà khoa học Malaysia tìm thấy hàm lượng thấp 210Po và 210Pb trong tế bào của sò huyết. Theo một báo cáo khác, trong sò huyết ở Muang, Rayong, Thái Lan còn có Cd với hàm lượng cao nhất là 0,731 μg/g.
Thành phần nguyên tố trong vỏ sò huyết (ở bờ biển phía tây của bán đảo Malaysia) gồm có calci, cacbon, magiê, natri, phosphor, kali, sắt, đồng, niken, kẽm, bo, và silic. Theo đó, Ca và C tồn tại ở dạng hợp chất với nhau (calci cacbonat CaCO3), chiếm hơn 98,7% tổng hàm lượng khoáng. Mg, Na, P, K và các nguyên tố khác (Fe, Cu, Ni, B, Zn và Si) chiếm khoảng 1,3%.